# (33095) 1997 YM5
1997 YM5 (asteroide 33095) é um asteroide da cintura principal. Possui uma excentricidade de 0.07009590 e uma inclinação de 1.11109º.
Este asteroide foi descoberto no dia 25 de dezembro de 1997 por Takao Kobayashi em Oizumi.